# Larissa Kisseliova
Larissa Kisseliova   (Rostov del Don, 11 de març de 1970) és una jugadora d'handbol russa, ja retirada, guanyadora d'una medalla olímpica.
El 1992, sota bandera de l'Equip Unificat, va prendre part en els Jocs Olímpics d'Estiu de Barcelona, on guanyà la medalla de bronze en la competició d'handbol. En el seu palmarès també destaca el Campionat del món d'handbol de 1990.
A nivell de clubs jugà bona part de la seva carrera al Rostov-Don, amb qui guanyà les lligues soviètiques de 1990 i 1991. Posteriorment marxà a viure a Macedònia del Nord, on adquirí la nacionalitat, i jugà al Kometal GP Skopje. En aquest equip guanyà la lliga i copa macedònia del 2000 al 2007 i la Copa d'Europa de 2002.
Una vegada retirada passà a treballar a la Universitat de Rostov.